# Romulus le Grand
 (décembre 2015).
Si vous disposez d'ouvrages ou d'articles de référence ou si vous connaissez des sites web de qualité traitant du thème abordé ici, merci de compléter l'article en donnant les références utiles à sa vérifiabilité et en les liant à la section « Notes et références ».
La pièce Romulus le Grand (Romulus der Große) de Friedrich Dürrenmatt montre la disparition de l'Empire romain d'Occident au Ve siècle. Son action se place en l'an 476, entre la journée des Ides de Mars (15 mars) et le lendemain matin.
Dans cette œuvre, l'empereur Romulus Augustule attend tranquillement la fin de l'empire. Malgré les tentatives de ses ministres et de ses courtisans pour le forcer à prendre des mesures contre le péril de l'invasion germanique, il préfère rester dans sa villa en Campanie à élever ses poules, chacune ayant le nom d'un empereur.

## Argument

### Acte I
Le soldat Spurius Titus Mamma arrive épuisé dans la résidence délabrée de campagne de Romulus, ayant galopé jour et nuit pour informer l'empereur de l'avance des troupes germaniques et de la chute de Pavie. Romulus est en train de s'occuper de la vente des bustes de grandes figures culturelles et historiques de Rome. Il refuse de recevoir les nouvelles, insistant plutôt pour que Spurius Titus Mamma aille dormir alors que lui-même prend son petit-déjeuner.
Zénon, l'empereur de l'Empire romain d'Orient se présente qui propose de conjuguer les efforts des deux empires pour combattre les Germains. Voyant le peu d'empressement de Romulus, il renonce et décide de résister à partir d'Alexandrie où il propose de se rendre le lendemain. Dans le même temps se présente le fabricant allemand de pantalons César Rupf. Il offre de monnayer le retrait des forces germaniques pour 10 millions de sesterces. En échange il demande la main de la princesse Rea. Romulus refuse en déclarant qu'il serait facile de vendre l'Empire pour une poignée de sesterces, mais qu'il ne vendra pas sa fille.

### Acte II
Quelques ministres (d'autres ont fui), sont réunis dans le parc de la Villa. Pressentant la destruction imminente de l'Empire et le peu d'empressement de Romulus à combattre, ils envisagent de prendre le pouvoir et de vaincre les peuples germaniques. Pendant ce temps, torturé, maigre et pâle, Emilien, fiancé de Rea, arrive après avoir passé trois ans captif des Germains. Patriotique dans l'âme, il se dit dégoûté du « poulailler sale » de l'Empereur et, apprenant l'offre de César Rupf, il presse Rea d'accepter. L'assemblée pense que l'Empire est sauvé et laisse éclater sa joie. Cependant, Romulus n'accorde pas son autorisation : « Ma fille va se conformer à la volonté de l'empereur. L'empereur sait ce qu'il fait quand il jette son royaume dans le feu, quand il laisse tomber ce qui doit être détruit, et broie avec son pied ce qui appartient à la terre ».

### Acte III
La nuit des Ides de Mars, l'impératrice Julia rend visite à Romulus dans sa chambre à coucher et l'informe de son plan de fuir en Sicile. Romulus refuse de l'accompagner et de reconsidérer son refus du mariage de Rea et Rupf. Plus tard, Rea rend aussi visite à son père. Il la persuade de ne pas rompre avec Emilien : «  Il est beaucoup plus noble et plus difficile d'être fidèle à une personne qu'à un État ». Pendant ce temps, une silhouette encapuchonnée se glisse par la fenêtre. Romulus s'en aperçoit et une fois Rea partie découvre que le conspirateur est Emilien. Puis d'autres comploteurs sont découverts cachés dans des endroits absurdes de la chambre à coucher de Romulus : le ministre de l'Intérieur sous le divan, Zénon dans le placard, Spurius Titus Mamma dans l'armoire, tous enveloppés dans des capes noires et portant poignard. Pourtant, cette dernière tentative de prendre le pouvoir échoue. Le groupe fuit dès que des cris annoncent que l'armée germanique arrive. Romulus attend serein une mort certaine.

### Acte IV
Romulus se réveille le matin suivant. Il apprend que ses deux majordomes ont été engagés au service de César Rupf et que le radeau transportant Zénon, Rea, Julia, Emilien, le ministre de l'Intérieur, le ministre de la Guerre et le cuisinier a chaviré, noyant tous ces passagers sauf Zénon. Romulus reçoit cette nouvelles stoïquement, refuse de prendre le deuil au vu de l'imminence de sa propre mort. Quand Odoacre entre dans la villa, Romulus constate avec surprise que son adversaire est aussi las du monde que lui-même. Il dit avoir été forcé dans une série de conquêtes sous la pression de son peuple et surtout de son neveu, le sanguinaire et ambitieux Théodoric. Au lieu de vouloir tuer Romulus, Odoacre le supplie de l'aider. Il indique que s'il continue de régner, il sera sans aucun doute renversé par Théodoric. Chacun essaie de se rendre à l'autre. 
Finalement Odoacre accepte le titre de « roi de l'Italie » mais en échange confère à Romulus une pension de 6000 pièces d'or par an et une villa de campagne qu'il pourra habiter avec ses poules pour le restant de ses jours.

## Référence historique
Dürrenmatt n'a pas cherché à respecter l'exactitude historique pour sa pièce qualifiée de "Ungeschichtliche historische Komödie" (comédie historique a-historique). En réalité, Romulus n'était qu'un enfant qui a passé quelques mois seulement au pouvoir sous la férule de son père Oreste. L'aviculture n'était pas un hobby de Romulus, mais d'un empereur précédent, Flavius Honorius. Par ailleurs, Odoacre et Théodoric n'étaient pas de la même famille, mais deux chefs de tribus germaniques ennemies.

## Editions et adaptations
Une version télévisée, en noir et blanc, a été produite en 1965 en Allemagne (RFA) par Helmut Käutner avec Romuald Pekny dans le rôle de Romulus. En 1969, le cinéaste danois Hans-Henrik Krause (en) réalise le film Romulus den store, adaptation cinématographique de la pièce. Une autre version a été réalisée par Marcel Cravenne pour la télévision française, en 1971, reprenant la production du TNP avec Michael Lonsdale dans le rôle de Romulus.
Le romancier et essayiste nord-américain Gore Vidal a adapté la pièce de Romulus, en 1962.
Romulus le grand a été adapté sous la forme d'un opéra par Andreas Pflüger sur un livret de Wolfgang Willaschek. Sa création a eu lieu au Théâtre du passage à Neuchâtel, en 2015, dans le cadre des manifestations liées à la commémoration du décès de l'écrivain survenu 25 ans plus tôt.